# Peter Cramer (Jurist)
Peter Cramer (* 13. Januar 1932 in Böblingen; † 1. Januar 2009 in Grasse, Südfrankreich) war ein deutscher Rechtswissenschaftler.

## Leben
Peter Cramer, dessen Vater Dr. Fritz Cramer Landgerichtsrat war, studierte ab 1952 Rechtswissenschaft in Tübingen und München. In Tübingen schloss er sich der Akademischen Verbindung Igel zu Tübingen an. 1956 legte er seine erste juristische Staatsprüfung ab. 1960 wurde er in Tübingen bei Horst Schröder mit einer Arbeit zum Thema „Der Vollrauschtatbestand als abstraktes Gefährdungsdelikt“ promoviert. 1961 folgte die zweite Staatsprüfung. 1966 habilitierte er sich bei Horst Schröder in Tübingen („Vermögensbegriff und Vermögensschaden im Strafrecht“) und war anschließend als Privatdozent in Tübingen tätig.
1967 nahm er einen Ruf an die Universität Bochum an, wo er als Ordinarius für Strafrecht, Strafprozessrecht und Allgemeine Rechtstheorie tätig war. 1973 wechselte er an die Universität Gießen auf die Professur für Strafrecht, Strafprozeßrecht, Verkehrs- und Ordnungswidrigkeitenrecht.
Zudem war er Richter am Oberlandesgericht Hamm (1968–1975) und nach seiner Emeritierung im Jahr 1997 als Rechtsanwalt in Frankfurt am Main tätig. 1990 wurde er von der Vrije Universiteit Brussel mit einer Ehrendoktorwürde ausgezeichnet.
Er veröffentlichte zahlreiche wichtige juristische Werke. Bedeutsam sind seine Kommentierungen zum Strafgesetzbuch im Schönke/Schröder, einem bedeutenden Standardwerk im deutschen Rechtsalltag und in der universitären juristischen Ausbildung.